# Eran Zahavi

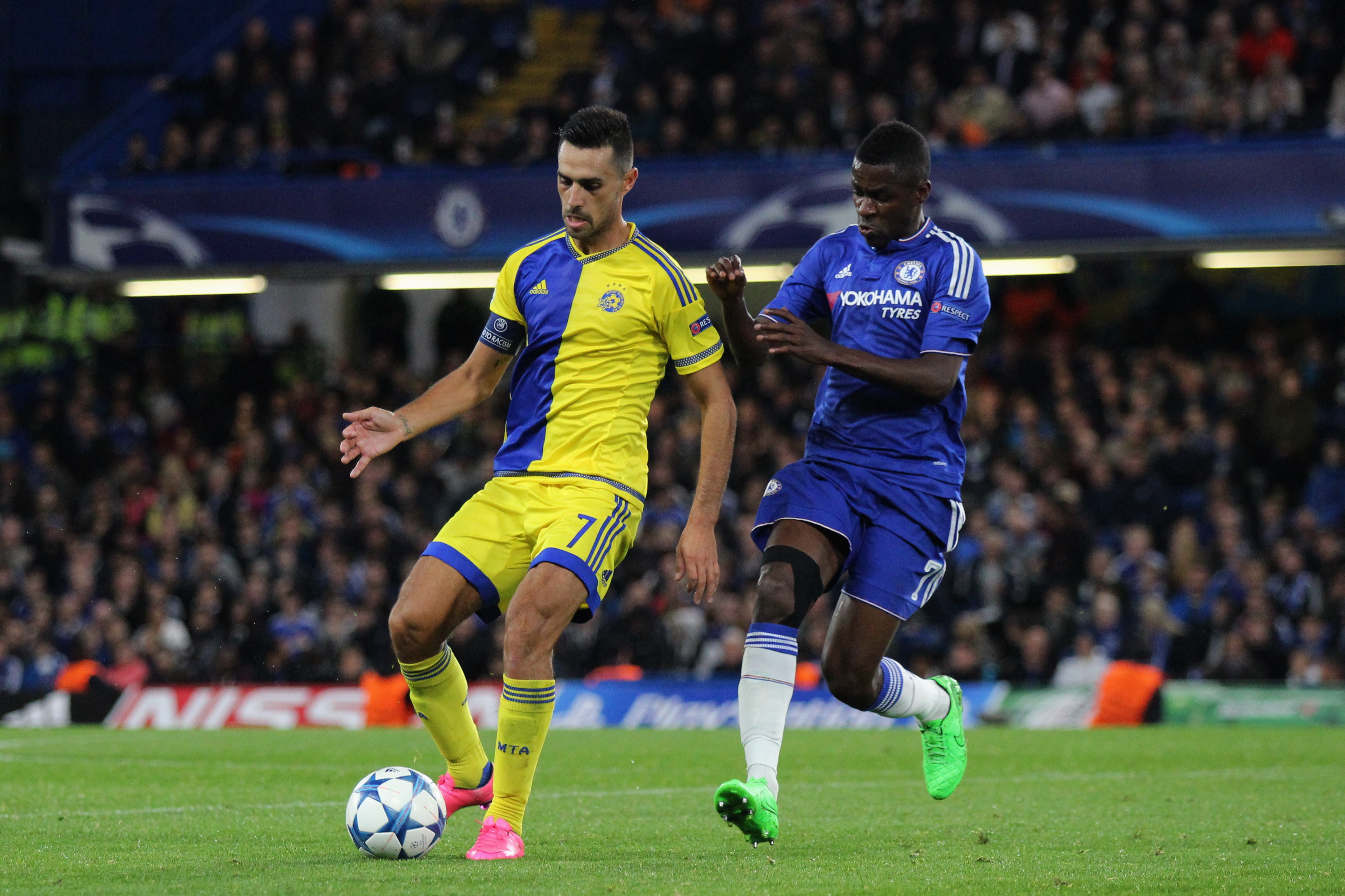
Zehavi jogando pelo Maccabi Tel Aviv em jogo da Liga dos Campeões da UEFA de 2015–16 contra o Chelsea.

Eran Zahavi (em hebraico:  ערן זהבי, Rishon LeZion, 25 de julho de 1987) é um futebolista israelense que joga como um atacante. Atualmente está sem clube.
Zahavi foi nomeado como o jogador israelense do ano duas vezes (2013-14 e 2014-15), e terminou como artilheiro da Campeonato Israelense por três temporadas consecutivas, em 2013-14 (29 gols), 2014-15 (27 gols) e 2015-16 (35 gols, recorde histórico do campeonato). Em dezembro de 2014, Zahavi quebrou o recorde da Premier League israelense por marcar em partidas consecutivas, depois de marcar pelo 18º jogo consecutivo. Em 2016, ele quebrou o recorde de pontuação da liga israelense na temporada de seis décadas, batendo o recorde de 1954-55. Ele foi nomeado o MVP da Superliga Chinesa de 2017, e quebrou o recorde de pontuação da liga na temporada única em 2019.
Zahavi é jogador da Seleção Israelense desde 2010 e acumulou 70 partidas desde então. Ele também é um ex-capitão da seleção nacional e o atual artilheiro de todos os tempos com 33 gols.

## Títulos
Hapoel Tel Aviv
- Campeonato Israelense: 2009–10
- Copa do Estado de Israel: 2009–10, 2010–11

Maccabi Tel Aviv
- Campeonato Israelense de Futebol: 2012–13, 2013–14, 2014–15
- Toto Cup: 2014–15
- Copa do Estado de Israel: 2014–15

PSV Eindhoven
- Supercopa dos Países Baixos: 2021
- Copa dos Países Baixos: 2021–22

### Prêmios individuais
- Jogador do Ano em Israel: 2013–14, 2014–15
- Campeonato Israelense de Futebol Superior Assistências: 2010-11
- Jogador do Mês: dezembro de 2014
- MVP da Super Liga Chinesa: 2017

### Artilharias
- Campeonato Israelense de 2013–14 (29 gols)
- Campeonato Israelense de 2014–15 (27 gols)
- Campeonato Israelense de 2015–16 (35 gols)
- Fase de qualificação da Liga dos Campeões da UEFA de 2015–16 (7 gols)
- Copa da China de 2016 (6 gols)
- Super Liga Chinesa de 2017 (27 gols)
- Super Liga Chinesa de 2019 (29 gols)

### Registros
- Mais gols em uma linha – 11 jogos em uma fileira: 14 gols 2014-15
- Mais gols em uma temporada – Campeonato Israelense de Futebol: 35 gols 2015-2016